# Ivan Kukuljević Sakcinski
Ivan Kukuljević Sakcinski (Varaždin, 29. svibnja 1816. – Puhakovec, Sveti Križ Začretje, 1. kolovoza 1889.), bio je hrvatski povjesničar, književnik i političar. Osnivač je arheološke znanosti u Hrvatskoj. Iz plemenitaške je obitelji Kukuljevića Sakcinskih.

## Životopis

### Mladost i obrazovanje
Ivan Kukuljević Sakcinski rođen je u Varaždinu 1816. godine. Sin je Antuna, hrvatskog političara, zastupnika u zajedničkom hrvatsko-ugarskom saboru u Požunu i vrhovnog ravnatelja škola u Hrvatskoj. Njegova obitelj podrijetlom je iz Rame u Hercegovini. U daljnjem su srodstvu s bosanskim franjevcem Grgom Martićem.
Kukuljević Sakcinski se školovao u gimnaziji u rodnom Varaždinu i Zagrebu, u gimnaziji kod Isusovaca gdje je maturirao 1831. godine, te na Vojnoj akademiji u Kremsu. Tijekom školovanja počeo je pisati na njemačkom jeziku.
Godine 1833. stupio je u vojsku, a već tri godine kasnije (1836.) postao je časnik u Beču. Od 1837. godine, kada je upoznao Ljudevita Gaja, oduševljen je ilirac. Godine 1840. dobio je zapovijed za premještaj u Milano. Samo godinu dana kasnije (1841. godine) podnio je ostavku na časničku službu i vratio se u Hrvatsku i uključio se u politički život boreći se protiv mađarizacije i cenzure. Postat će jedan od vođa Ilirskog pokreta. Godine 1845. postao je veliki sudac Varaždinske županije, a 1861. godine veliki župan zagrebački. Šest godina kasnije (1867. godine) smijenjen je i otada se više nije bavio politikom.

### Političko djelovanje
Kukuljevićeva politička djelatnost obuhvaća dva različita razdoblja: do 1850. godine i od 1860. do 1867. godine. Pod Bachovim apsolutizmom (1851. – 1860.) bio je onemogućen politički rad pa je stoga i on u tom razdoblju bio politički neaktivan.
U prvom je razdoblju radikalni pobornik oslobođenja Hrvatske od Austrije i Mađarske i beskompromisni ideolog južnoslavenskog ujedinjenja revolucionarnim putem. Smatrao je kako se oslobođenje i ujedinjenje Južnih Slavena može ostvariti samo borbom, pa je s tim ciljem agitirao među Hrvatima i Srbima u Vojnoj krajini. Privrženi njegovoj osobnosti graničari u svojim Narodnim zahtijevanjima u proljeće 1848. godine traže da se sloboda i jedinstvo južnoslavenskih naroda ostvare na osnovi Kukuljevićevih ideja.

#### Saborski govor na hrvatskom jeziku
Ivan Kukuljević Sakcinski održao je 2. svibnja 1843. godine, nakon više stoljeća, prvi zastupnički govor na hrvatskom jeziku u Hrvatskom saboru. ↓1 U tome govoru propagirao je borbu za nacionalno oslobođenje s neobičnom smionošću, zahtijevajući uvođenje hrvatskog jezika kao službenog jezika u škole i urede, tako što bi uvođenje u javni život bilo postupno. Dotadašnji govori i zapisnici od druge polovice 13. stoljeća u Hrvatskom saboru bili su samo na latinskom jeziku. U svom govoru je naglasio i pogubnost nadomještanja hrvatskog jezika stranim jezicima. Među ostalim, kazao je:
»(...) Mi smo malo Latini, malo Němci, malo Taliani, malo Magjari i malo Slavjani, a ukupno – iskreno govoreći – nismo baš ništa! – Màrtvi jezik rimski i živi: magjarski, němački i talianski, to su naši tutori. Živi nam se groze, màrtvi drži nas za gàrlo, duši nas, i nemoćne nas vodi i predaje živima u ruke; sada imamo još toliko sile u nami suprotstaviti se màrtvomu, za mala nećemo moći nadvladati žive ako se čvàrsto na naše noge ne stavimo, to jest, ako naš jezik u domovini neutvàrdimo i njega vladajućim nepostavimo. – Susědi naši, osobito bratja naša konštitucionalna Magjari neće već odstupljivati od svojega jezika i iz prijateljstva i uljudnosti proti nama, ili iz drugoga kakvoga uzroka neće ga zaisto zaměnjivati s ikojim drugim, najmanje s màrtvim, nu to i potrěbovati hoteti od njih, bi značilo toliko : kao orlu hotěti svezati krila, da k nebu nepoleti; njihova stalnost i jedinost u jeziku nadvladat će zaisto našu nestalnost, neslogu i měšariu. (...)«
Njegov govor je izazvao uzbunu kod austrijskih i mađarskih vlasti te žestoke prigovore „visoke aristokracije”. I ostali njegovi govori u Hrvatskom Saboru i na županijskim skupštinama otkrivaju beskompromisno zalaganje za slobodu i samostalnost Hrvatske, te su stoga mogli biti objavljeni samo u ilegalnom ilirskom listu Branislavu koji se tiskao u Beogradu, izvan domašaja austro-mađarske cenzure. Na Kukuljevićev prijedlog Hrvatski sabor 1847. godine donosi zaključak o uvođenju hrvatskog jezika kao službenog jezika.
U revoluciji 1848. godine Kukuljević se nalazi među radikalnim demokratima. Pod njegovim utjecajem, a protiv izričite carske zapovijedi Josip Jelačić 5. lipnja 1848. godine otvara Hrvatski sabor koji su bečki dvor i mađarska vlada zabranili. Na Kukuljevićev prijedlog dolazi i do sazivanja Slavenskog kongresa u Pragu. Pokraj toga on je potakao i detronizaciju Habsburgovaca na devetoj sjednici Hrvatskog sabora 21. lipnja 1848. godine.
No, Kukuljevićev politički rad u drugom razdoblju njegovog političkog djelovanja (poslije gušenja revolucije i Bachova apsolutizma, koji ga je držao pod policijskom prismotrom) u suštoj je suprotnosti s njegovim ranijim antiaustrijskim, slobodarskim i demokratskim držanjem. Kada je 1861. godine postao veliki župan zagrebački on se, kao i još neki bivši Ilirci, stavlja u službu Beča i provodi protuhrvatsku i protujužnoslavensku politiku progoneći svoje prijatelje koji su i dalje ostali vjerni ilirskim idejama. Kada se Austrija nagodila s Mađarskom uklonjen je s mjesta velikog župana.

### Književni rad
Unatoč obratu u drugom razdoblju njegovog političkog djelovanja njegovi stihovi, naročito budnice i povijesne pjesme (iz prvog razdoblja njegovog političkog djelovanja) izvršile su golem utjecaj na hrvatski narod. Napisao je dramu s povijesnim sadržajem, Juran i Sofija 1839. godine, tragediju Marula 1879. godine, pjesme Slavjanke, 1848. godine te Povijesne pjesme, 1874. godine. Najpoznatije djelo Kukuljevića Sakcinskog je Juran i Sofija ili Turci kod Siska, junačka igra u trih činih (1839.), prva hrvatska drama ilirskog razdoblja, prisjećanje na sisačku pobjedu 1593. godine. Izvedena je 1839. godine u Sisku i 1840. godine u Zagrebu. Predstavlja konačan proboj štokavskog narječja na pozornice sjeverne Hrvatske.

### Znanstveno djelovanje
Bio je prvi predsjednik Hrvatskog arheološkog društva. Ta je činjenica, a ujedno i povijesna istina, često je bila prešućivana. U njegovu golemom radnom opusu arheologiji pripada možda manje važno mjesto, no i ta je »marginalia« zavrijedila osvrt jer se Kukuljevićeva svestranost očituje i kroz taj oblik djelovanja pa i na tako uskom znanstvenom polju može se razlučiti nekoliko oblika rada. Prvo, organiziranjem Družtva za povestnicu jugoslavensku utro je put Hrvatskom arheološkom društvu, a prikupljanjem i objavljivanjem podataka u Arkivu za povestnicu jugoslavensku, stvorio je osnovni fond podataka koji je potonjim generacijama arheologa itekako olakšao rad. Ivan Kukuljević prvi je, iako neškolovani, terenski istraživač u sjevernoj Hrvatskoj pa se to može smatrati i drugim aspektom njegova djelovanja, dok su treći i četvrti oblik spisateljska djelatnost te donatorstvo. Naime, on je među prvima počeo darivati arheološki materijal tadašnjem Narodnom muzeju – točnije njegovu Arkeologičkom odjelu, iz kojega je izrastao današnji Arheološki muzej u Zagrebu, matična ustanova te vrste u Hrvatskoj. Svoju djelatnost usmjerio je prije svega na antiku i još 1873. godine objavio je opsežnu raspravu Panonija rimska, koja je i do današnjih dana jedina sinteza o toj temi tiskana na hrvatskom jeziku. Također se bavio proučavanjem srednjovjekovnih burgova u kontinentalnoj Hrvatskoj te objavio i više rasprava o toj tematici, od kojih su najznačajnije Događaji Medvedgrada i Njeke gradine i gradovi u Kraljevini Hrvatskoj. Usporedno s arheološkom djelatnošću tekao je i njegov konzervatorski rad.
Polovicom 19. stoljeća, ideja o zaštiti spomenika u Austrijskoj Monarhiji dobiva državni status osnivanjem Centralne komisije za zaštitu povijesnih i umjetničkih spomenika u Beču, a imenovanjem konzervatora Vicka Andrića za Dalmaciju, Ivana Kukuljevića Sakcinskog za sjevernu Hrvatsku, Pietra Kandlera za Istru, započinje organizirano djelovanje zaštite spomenika kulture u Hrvatskoj. Ivan Kukuljević Sakcinski se među prvima usmjerava na prikupljanje građe i na organiziranje novih institucija i udruženja, pri čemu je posebno značajno osnivanje Društva za povestnicu i starine. I nakon što je prestao biti konzervator Centralne komisije Kukuljević je nastavio igrati važnu ulogu u zaštiti spomenika u Hrvatskoj. Bezuspješno je pokušao spasiti utvrdu Cetingrad, a u suradnji s hrvatskom vladom sastavio je Naputak za iztraživanje, sakupljanje i čuvanje starina u Hèrvatskoj i Slavoniji i Spomenicu, odnosno Promemoriju o starinah u Hrvatskoj i Slavoniji.
Osnivanjem Društva za povjesnicu jugoslavensku, uređivanjem časopisa Arkiv za povjestnicu jugoslavensku, te objavljivanjem svojih vrijednih monografija udario je temelje moderne hrvatske historiografije. Prikupio je i izdao brojna vrela za hrvatsku povijest, napisao je biografski leksikon s 800 životopisa umjetnika, a drži se i pionirom hrvatske znanstvene bibliografije.
Njegovo knjižnično i arhivsko gradivo postalo je glavnim temeljem Akademijina Arhiva kada ga je Akademija otkupila 1868. godine. Bio je počasni član Jugoslavenske akademije u Zagrebu od 1886. godine. Također je bio i predsjednik Matice hrvatske (1874. – 1889.). Prije toga bio je dopredsjednikom Matice ilirske i zalagao se za promjenu njezinoga imena u hrvatsko.
Umro je 1. kolovoza 1889. godine u dvorcu Puhakovec kraj Svetoga Križa Začretja u Hrvatskom Zagorju. Pokopan je u ilirskoj arkadi na zagrebačkome groblju Mirogoju.

## Djela
Objavio je zbirke izvora Iura regni Croatiae, Dalmatiae et Slavoniae (Zagreb, 1861. – 1862., 3 sveska), Acta Croatica. Listine Hrvatske (1863.), Monumenta historica Slavorum meridionalium (1868. – 1875., 3 sveska) i Codex diplomaticus regni Croatiae, Slavoniae et Dalmatiae (1874. – 1875.). Priredio je prvu hrvatsku znanstvenu bibliografiju Bibliografia hrvatska: tiskane knjige, sv. 1 (1860.) koja sadrži oko 3.000 bibliografskih jedinica objavljenih od 1483. do 1860. godine, razvrstanih u tri niza: knjige na glagoljici, na ćirilici i na latinici, a kasnije i dodatak toj knjizi Bibliografia hrvatska: dodatak k prvomu dielu: tiskane knjige (1863.). Priredio je izdanja starih hrvatskih pisaca iz Dalmacije te jedan Leksikon umjetnika (1869.). Za tisak priredio je Pjesme Marka Marulića (1869.) i napisao je studiju o njemu.
Nepotpun popis
- Juran i Sofija ili Turci kod Siska, junačka igra u trih činih, Tiskom k. p. ilir. tiskarne Dra. Ljudevita Gaja, Zagreb, 1839.[21]
- Pripověsti Ivana Kukuljevića Sakcinskoga, 1-2, Tiskom kr. priv. ilir. nar. tiskarne Dra Ljudevita Gaja, Zagreb, 1842. – 1843.
- Igrokazi Ivana Kukuljevića Sakcinskoga, Tiskom kr. pr. h. sl. dalm. tiskarne Ljudevita Gaja, Zagreb, 1844.
- Pěsme Ivana Kukuljevića Sakcinskoga: s dodatkom narodnih pesamah puka harvatskoga, Tiskom k. p. ilir. narod. tiskarne Dra. Ljudevita Gaja, Zagreb, 1847.[22]
- Leben des G. Julius Clovio, Franz Suppan's Buchdruckerei, Zagreb, 1852.
- Dogadjaji Medvedgrada, Narodna tiskarnica dra. Ljudevita Gaja, Zagreb, 1854.
- Prvostolna crkva zagrebačka.: opisana s gledišta povjestnice, umjetnosti i starinah, Tiskom Narodne tiskarne dra. Ljudevita Gaja, Zagreb, 1856.
- Pjesnici hrvatski XV. vieka, Zagreb, 1856.[22]
- Izvjestje o putovanju kroz Dalmaciju u Napulj i Rim s osobitim obzirom na slavensku književnost, umjetnost i starine: [s trimi na kamenu tiskanimi slikami] od Ivana Kukuljevića Sakcinskog, Narodna tiskarnica dra. Ljudevita Gaja, Zagreb, 1857.
- Pjesnici hrvatski XVI. vieka, Zagreb, 1858.[22]
- Slovnik umjetnikah jugoslavenskih, 1-5, Tiskom Narodne tiskarne dra. Ljudevita Gaja, Zagreb, 1858. – 1860.
- Borba Hrvatah s Mongoli i Tatari: povjestno-kritična razprava: (s dodatkom izvornih listinah), Nakladom i brzotiskom A. Jakića, Zagreb, 1863.
- Govor Ivana Kukuljevića Sakcinskoga, velikoga župana zagrebačkog, držan u 4. saborskoj sjednici dne 27. studena 1865.: (tiskan po stenografičnom zapisniku, nalogom prijateljah govornikovih), Brzotiskom Dragutina Albrechta, Zagreb, 1865.
- Narodna moralna snaga južnih Slavenah i hrvatske političke stranke, Brzotiskom Dragutina Albrechta, Zagreb, 1865.
- Županija varaždinska i magjaromanija u Hrvatskoj i Slavoniji ; Skopčani dielovi Ugarske (Slavonia-Croatia), Tiskom Dragutina Albrechta, Zagreb, 1865.
- Govor Ivana Kukuljevića Sakcinskoga, velikoga župana zagrebačkog, držan u saboru trojedne kraljevine dne 9. veljače 1866. u predmetu odnošajah naprema Ugarskoj: (po stenografičnom zapisniku), Brzotiskom Dragutina Albrechta, Zagreb, 1866.
- Jugoslavenska knjižnica Ivana Kukuljevića Sakcinskoga u Zagrebu, Knjigotiskarna Dragutina Albrechta, Zagreb, 1867.
- Njekoliko političkih spisah Ivana Kukuljevića Sakcinskoga: (1864-1867), Tiskara Dragutina Albrechta, Zagreb, 1867.
- Poturica: drama u 4 čina, Tiskom Dragutina Albrechta, Zagreb, 1867.
- Književnici u Hrvatah iz prve polovine XVII. vieka s ove strane Velebita, Štamparija Dragutina Albrechta, Zagreb, 1869.
- 29. srpanj 1845.: historička crtica, Tiskom Ivana Vončine, Sisak, 1870.
- Putne uspomene iz Hrvatske, Dalmacije, Arbanije, Krfa i Italije, Zagreb, 1873.[22]
- Borba Hrvatah u tridesetoljetnom ratu: (sa slikom generala Izolana), Tiskom Dragutina Albrechta, Zagreb, 1874.
- Povjestne pjesme Ivana Kukuljevića Sakcinskoga, Tiskom Dragutina Albrechta, Zagreb, 1874.
- Diplomatički sbornik kraljevine Hrvatske s Dalmacijom i Slavonijom (Codex diplomaticus regni Croatiae, Dalmatiae et Slavoniae), II. dio, Zagreb, 1876.[22]
- Jure Glović prozvan Julio Klovio: hrvatski sitnoslikar: sa tri slike, Naklada Matice hrvatske, Zagreb, 1878.
- Zrin grad i njegovi gospodari: [sa rodoslovjem županah i knezovah bribirskih i zrinskih], Tiskara Narodnih novinah, Zagreb, 1883.
- Beatrica Frankapan i njezin rod, Tiskom Dioničke tiskare, Zagreb, 1885.
- Primanje hrvatskih spisa u Budim-Pešti god. 1849-1851., Dionička tiskara, Zagreb, 1885.
- Glasoviti Hrvati prošlih vjekova : niz životopisa: sa sedam slika, Matica hrvatska, Zagreb, 1886.[23]
- Lucijan Martinov Vranjanin: graditelj XV. vieka, Knjigotiskara i litografija Dragutina Albrechta, Zagreb, 1886.
- Poviest porodice Draškovića Trakošćanskih: sa slikama grofa Janka i Jurja kardinala Draškovića, Naklada Matice hrvatske, Zagreb, 1887.
- Izabrana djela, Stoljeća hrvatske književnosti, knj. 29, Matica hrvatska, 1997.

## Spomen
- 1911.: Spomen-poprsje koje je izradio Rudolf Valdec postavljeno je na Trgu Nikole Šubića Zrinskoga u Zagrebu.[24]
- 1968.: Po njemu je nazvana knjižničarska nagrada, Kukuljevićeva povelja, koju je ustanovilo Hrvatsko knjižničarsko društvo "kao oblik javnog priznanja knjižničnim djelatnicima, članovima Hrvatskoga knjižničarskog društva, za dugogodišnji rad i značajne rezultate na unapređenju knjižničarske djelatnosti."[25]
- 1993.: Izdana je poštanska marka s njegovim likom. Hrvatska pošta izdala je tu prigodnu marku i omotnicu prvog dana za 150. obljetnicu njegovoga govora na hrvatskom jeziku u Hrvatskom saboru.[26]
- 1993.: Potporom Ministarstva kulture, u Varaždinskim Toplicama osnovana je književno-znanstvena manifestacija Kukuljevićevi dani.[27]
- 1997.: Osnovana je udruga koja je nazvana po njemu, Društvo za kulturu i umjetnost Ivan Kukuljević Sakcinski.[28]
- 2016.: Povodom obilježavanja 200. obljetnice njegovoga rođenja Hrvatski povijesni muzej i Gradski muzej Varaždin priredili su izložbu "Ivan Kukuljević Sakcinski - začetnik hrvatskog identiteta".[29]

## Napomene
1. ↑1 Kasnija istraživanja ekipe HRT-ovog TV kalendara otkrila su govor na hrvatskom jeziku iz 1809. godine.[30] "Uoči novog rata s Napoleonovom Francuskom promaknut je [Vinko Knežević] 15. kolovoza 1808. u čin podmaršala i izabran za potkapetana Kraljevine Hrvatske, Slavonije i Dalmacije. Prilikom imenovanja 19. siječnja 1809. zahvalio se kratkim govorom na hrvatskom jeziku, što je bila prva službena upotreba hrvatskoga u Saboru. Brnardić (2007: 303)"[31]

## Vanjske poveznice
Mrežna mjesta
- Digitalizirana djela Ivana Kukuljevića Sakcinskog, library.foi.hr
- Miroslav Kurelac, Ivan Kukuljević Sakcinski - život i djelo // Radovi Zavoda za znanstveni rad Varaždin, 6-7/1994., (Hrčak)
- Magdalena Lončarić, Ivan Kukuljević Sakcinski i zbivanja 1848./49. u Hrvatskoj // Historia Varasdiensis, 1/2011., (Hrčak)
- Kristian Novak, Po rodu, po karvi i po jeziku: Nacionalni identitet u političkim i publicističkim tekstovima Ivana Kukuljevića Sakcinskog // Povijesni prilozi, 34/2008., (Hrčak)
- Kukuljevićevi govori
- Kukuljević Sakcinski, Ivan, Österreichisches Biographisches Lexikon 1815–1950, sv. 4, str. 339. (njem.)
- Kukuljević Sakcinski, Johann, Biographisches Lexikon des Kaiserthums Oesterreich, str. 349. (njem.)